# Đurašići
Đurašići (cyr. Ђурашићи) – wieś w Serbii, w okręgu zlatiborskim, w gminie Prijepolje. W 2011 roku liczyła 194 mieszkańców.